# Michel Alibo

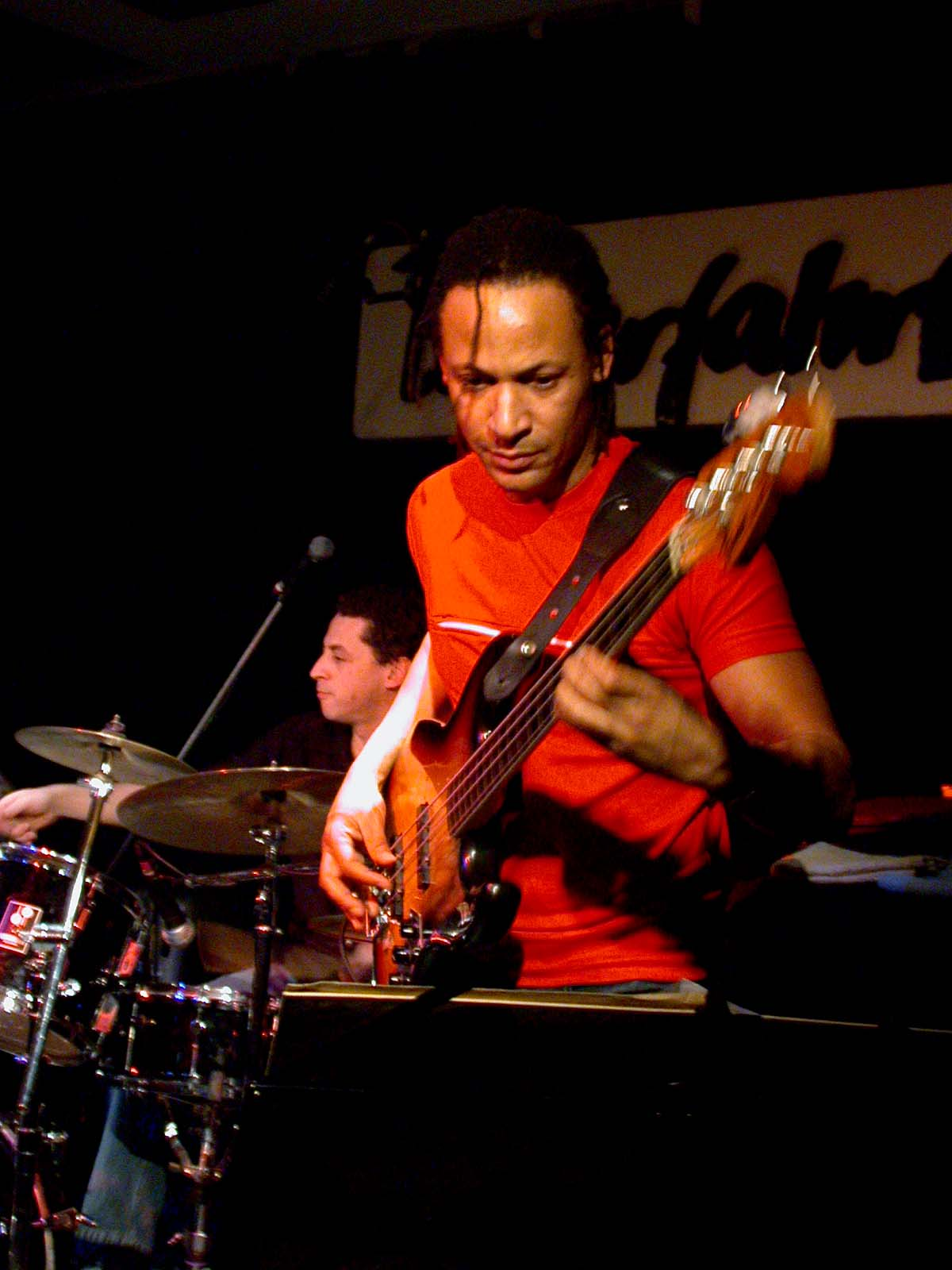
Michel Alibo 2002 im Jazzclub Unterfahrt, München

Michel Alibo (* 14. April 1959 in Martinique) ist ein französischer Weltmusik- und Jazz-Bassist.

## Leben und Wirken
Michel Alibo wanderte als Kind nach Paris aus und brachte sich mit 14 Jahren selbst das Bassspielen bei. Mit 16 Jahren brach er die Schule ab und ging mit dem afrikanischen Saxofonisten Manu Dibango nach Kamerun auf Tournee. Er ist Gründungsmitglied der Fusionband Sixun, mit welcher er in mehr als 25 Jahren zahllose Konzerte gab und zwölf Alben aufnahm. Er spielte unter anderem mit Salif Keita, Michel Jonasz, Angélique Kidjo, Kassav, Touré Kunda, Youssou N’Dour, Karim Ziad, Eddy Louiss, Bojan Zulfikarpašić, Nguyên Lê, Trilok Gurtu, Vince Mendoza, Meddy Gerville und Andy Narell.

## Stil/Musikalische Einflüsse
Michel Alibo hat viele Musikrichtungen aus seiner karibischen Heimat und Afrika sowie Jazzrock und Fusion assimiliert. Unter anderem sind hier Beguine, Reggae, Zouk, Soukous und Groka zu nennen. Er verbindet die Slaptechnik mit afrikanischen Rhythmen und bringt nordafrikanische Einflüsse in Fusion ein.

## Diskografie (Auswahl)
Michel Alibo spielte bei fast 500 Aufnahmen mit; der größte Teil davon ist afrikanische Musik. Im Folgenden ist eine Auswahl der bekannteren Werke aufgeführt:
- Antoine Hervé's Bob 13  Tutti(1985)
- Sixun Nuit Blanche (1985)
- Manu Dibango Afrijazzy (1986)
- Alibo (erstes Soloalbum) (1986)
- Sixun Pygmees (1987)
- Explore mit Sixun (1988)
- "Live" mit Sixun (1989)
- Sixun (Live) mit Sixun (1990)
- L'Eau de Là mit Sixun (1990)
- Kintetik (Soloalbum 1991)
- Nomads' Land mit Sixun (1993)
- Flashback mit Sixun (1995)
- Nguyên Lê Maghreb & Friends (1998)
- Princesses Nubiennes mit Les Nubians  (1998)
- Tata Nzambé mit Bisso Na Bisso (1998)
- Michel Alibo & New Sakiyo Corporation (1998)
- Andy Narell Fire in the Engine Room (2000)
- Takfarinas Yal (2000)
- Nouvelle Vague mit Sixun (2000)
- MC Solaar Cinquieme As (2001)
- Sakesho mit Sakesho  (2002)
- Nguyên Lê Purple - Celebrating Jimi Hendrix (2002)
- Angélique Kidjo Black Ivory Soul (2002)
- Huong Thanh Mangustao (2003)
- Les Enfants De La Terre mit Les Enfants De La Terre (2003)
- Mylène Farmer Les Mots (2003)
- We Want You To Say... mit Sakesho (2005)
- Mokhtar Samba Dounia (2005)
- Fete Ses 20 Ans: la Cigale Live mit Sixun (2006)
- MC Solaar Chapitre 7 (2007)
- Sixun DVD - Sixun fête ses 20 ans - Live à La Cigale (2006)
- Sixun Palabre (2008)
- Franck Nicolas Jazz Ka Philosophy 5 - Trio Zalizé (2012)
- Karim Ziad Jdid (2013)
- Mario Canonge Zouk Out (2018)
- Ray Lema Hommage á Franco Luambo: On entre KO, on sort OK (2020)